# Вяжля (река)
Вяжля — река в Тамбовской области России, течёт по территории Умётского и Кирсановского районов. Устье реки находится на 274-м км левого берега реки Ворона. Длина реки составляет 70 км площадь водосборного бассейна 595 км².

## Данные водного реестра
По данным государственного водного реестра России относится к Донскому бассейновому округу, водохозяйственный участок реки — Ворона, речной подбассейн реки — Хопер. Речной бассейн реки — Дон (российская часть бассейна).
Код объекта в государственном водном реестре — 05010200212107000006618.
В реке водится щука, плотва, пескарь, окунь, карась, уклейка.

### Притоки (км от устья)
- 39 км: река Калиновка (лв)
- 44 км: ручей Вяжель (лв)